# Privilegio de salvaguardia o del Águila Negra
Con el Privilegio del Águila Negra o Privilegio de Salvaguardia, las personas, familias y corporaciones se ponían de forma hereditaria o permanente bajo la protección del emperador y del imperio. El término Privilegio del Águila Negra describe en sentido figurado el derecho a exhibir el águila imperial o el correspondiente escudo de armas en las propias tierras y propiedades para indicar la protección y los privilegios al mundo exterior. Estos consistían en la exención de la obligación de alojamiento de las tropas, la protección contra el encarcelamiento y los derechos especiales en materia de aduanas, impuestos y jurisdicción.
La salvaguardia (del italiano salva por protección, preservación y guardia por guardián, guarda, vigilante) era una carta de protección y escolta, un salvoconducto, concedida originalmente por el emperador alemán.
Las formas más sencillas de la salvaguardia eran la carta de escolta, destinada a permitir a los mercaderes y embajadores cruzar la frontera o el frente sin peligro, y la carta de protección, que prohibía los ataques a edificios y asentamientos. La vulneración fue amenazada con castigo y desacreditación imperial. Desde la Guerra de los Treinta Años y hasta principios del siglo XX, también se llamaba salvaguardia, o en francés sauvegarde, a los permisos emitidos por un comandante y a las guardias protectoras apostadas.
Además de la Salva Guardia, se conferían otros privilegios similares como el ennoblecimiento:
- Protección y escudo
- Libertad ante tribunales extranjeros [4]

Los ejemplos más conocidos de estos privilegios fueron el Kaisersteinbruch en Burgenland, Austria, para maestros artesanos, para corporaciones como el Correo Imperial y para familias, como la dinastía de Thurn y Taxis.